# Hải âu bồ hóng
Hải âu bồ hóng, tên khoa học Puffinus griseus, là một loài chim trong họ Procellariidae.